# Мятнево (Харовское сельское поселение)
Мятнево — деревня в Харовском районе Вологодской области.
Входит в состав Харовского сельского поселения, с точки зрения административно-территориального деления — в Харовский сельсовет.
Расстояние до районного центра Харовска по автодороге — 4 км. Ближайшие населённые пункты — Перепечино, Бильгачево, Тимониха, Тюшковская.
По переписи 2002 года население — 66 человек (35 мужчин, 31 женщина). Всё население — русские.